# Coahoma megye
Coahoma megye az Amerikai Egyesült Államokban, azon belül Mississippi államban található. Megyeszékhelye Clarksdale. Lakosainak száma 21 390 fő (2020. április 1.). Coahoma megye Tunica, Sunflower, Bolivar, Quitman és Phillips megyékkel határos.

## Népesség
A megye népességének változása:
| Lakosok száma | 1290 | 2780 | 7144 | 13 568 | 26 293 | 34 217 | 25 861 | 25 667 | 24 620 | 21 390 |
|               | 1840 | 1850 | 1870 | 1880   | 1900   | 1910   | 2011   | 2012   | 2015   | 2020   |